# District de Moskva
Le district de Moskva (en kirghize : Москва району) est un raion de la province de Tchouï dans le nord du Kirghizistan. Établi le 23 juillet 1930 sous le nom de « district Staline », il a pris en 1961 son nom actuel, inspiré de la ville de Moscou. Son chef-lieu est le village de Belovodskoye. Sa superficie est de 2 056 km2 ;  84 443 personnes y résidaient en 2009.

## Communautés rurales et villages

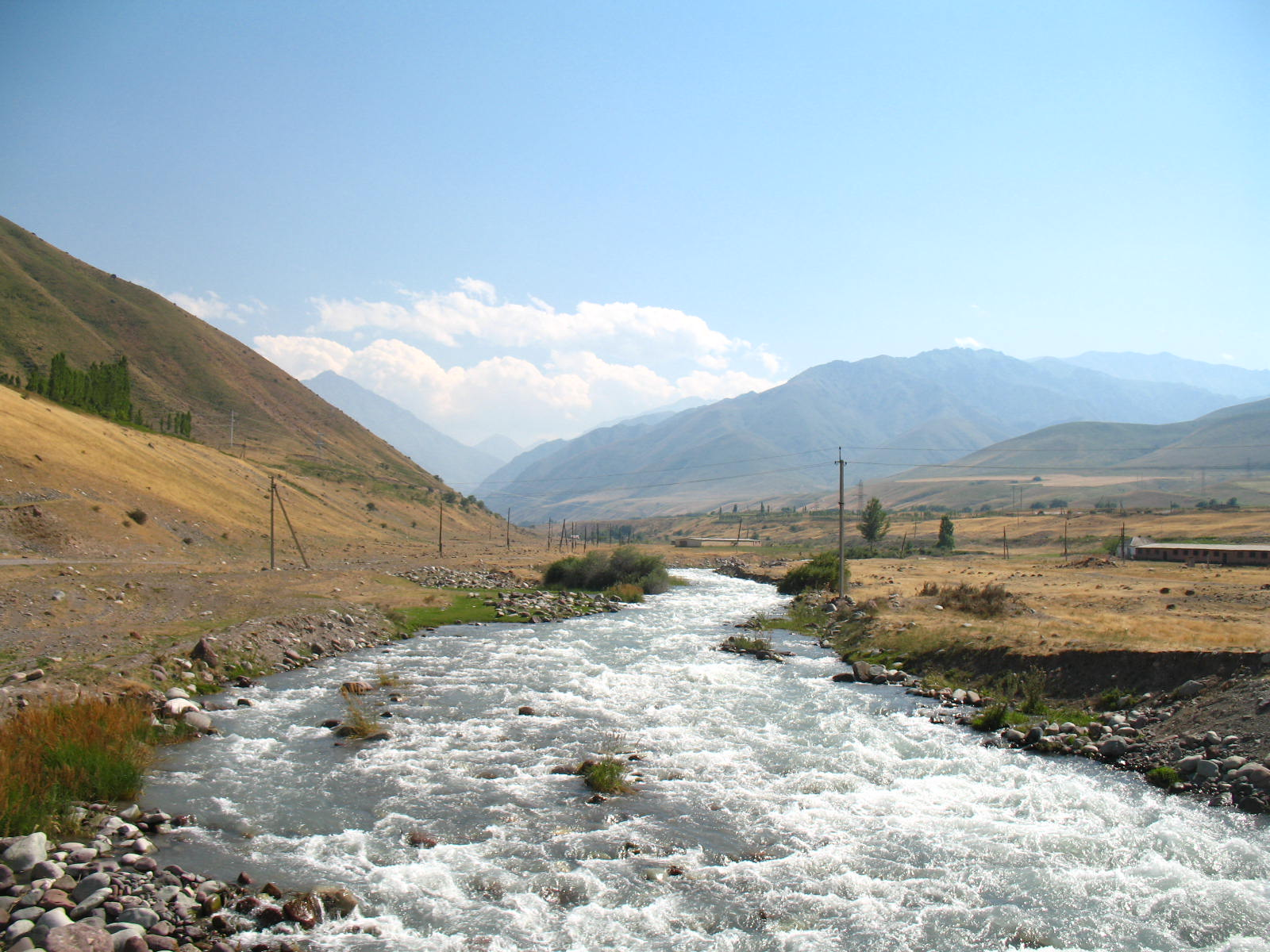
La rivière Ak-Suu dans la vallée de la Narzan, au sud du village de Temen-Suu.

Le district de Moskva comprend 12 communautés rurales (aiyl okmotu), constituée chacune de un ou plusieurs villages :
1. Ak-Suu (villages Temen-Suu (centre), Ak-Bashat, Ak-Torpok, Bala-Ayylchi, Keper-Aryk, Murake et Chong-Aryk)
2. Aleksandrovka (villages Aleksandrovka (centre), Besh-Örük et Krupskoye)
3. Besh-Terek
4. Belovodskoye (villages Belovodskoye (centre) et Kosh-Döbö)
5. Petrovka (villages Petrovka (centre), Zavodskoye et Kyzyl-Tuu)
6. Pervomay (village Ak-Suu)
7. Predtechenka (villages Predtechenka (centre) et Ang-Aryk)
8. Sadovsky (village Sadovoye)
9. Sretenka (villages Sretenka (centre), Bolshevik et Zarya)
10. Tölök
11. Tselinny (village Kyz-Molo)
12. Chapaev (villages Spartak (centre), Ak-Söök et Malovodnoye)